# Veronica Carstens

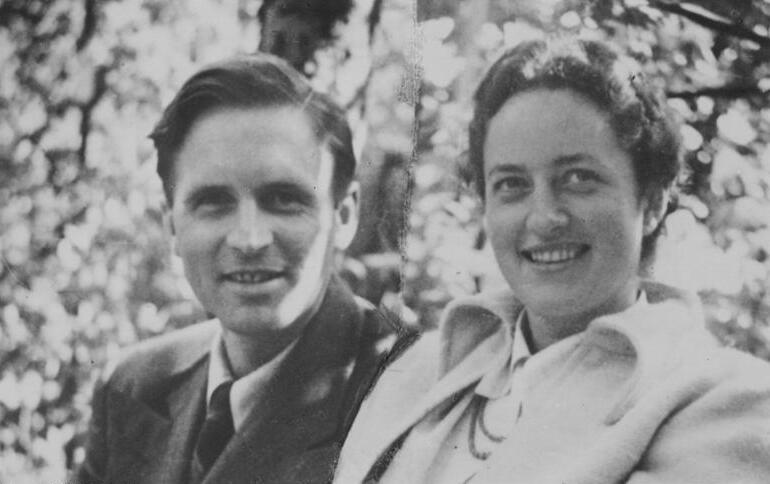
Ehepaar Carstens (1949)

Veronica Carstens geb. Veronica Prior (* 18. Juni 1923 in Bielefeld, Provinz Westfalen; † 25. Januar 2012 in Bonn, Nordrhein-Westfalen) war eine deutsche Ärztin und die Ehefrau des ehemaligen Bundespräsidenten Karl Carstens.

## Leben

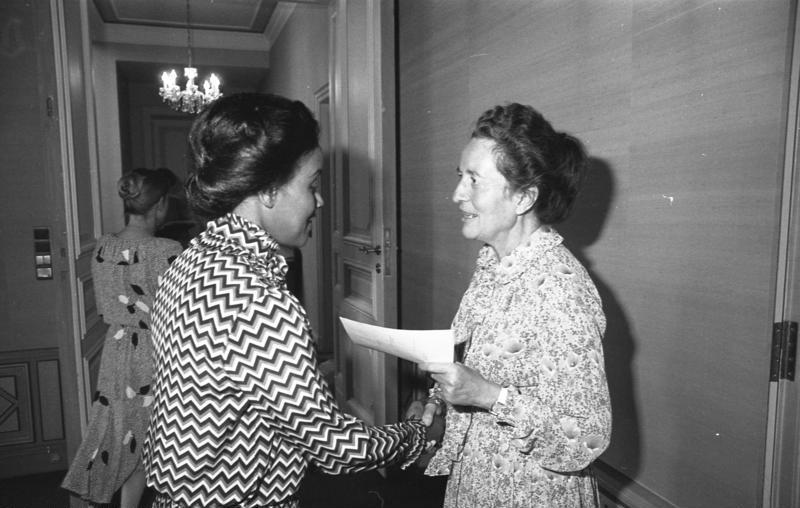
Veronica Carstens empfängt Frauen ausländischer Botschafter

Veronica Carstens wurde als jüngstes von vier Kindern eines westfälischen Diplom-Ingenieurs geboren, absolvierte in Bielefeld ihr Abitur und danach 1941 in Westrup den obligatorischen Reichsarbeitsdienst. 1942 begann sie ein Studium der Medizin an der Albert-Ludwigs-Universität Freiburg, absolvierte ihr Physikum und arbeitete von 1944 bis 1945 als Lazarettschwester für das Deutsche Rote Kreuz. 1944 heiratete sie in Berlin-Tegel Karl Carstens, den sie 1943 kennengelernt hatte. Vorübergehend war sie Hausfrau. 1956 setzte sie ihr Medizinstudium an der Rheinischen Friedrich-Wilhelms-Universität Bonn fort. 1960 schloss sie das Studium mit Staatsexamen und Promotion ab. Es folgte eine internistische Fachausbildung in Bonn-Beuel. Anfang der 1960er Jahre war sie Mitbegründerin des Frauen- und Familiendienstes im Auswärtigen Amt. 
Von 1960 bis 1968 arbeitete sie als Assistenzärztin, 1968 gründete sie in Meckenheim eine internistische Fachpraxis, vornehmlich auf Homöopathie und Alternativmedizin ausgerichtet. Zudem glaubte sie an „Erdstrahlen“, die Ursache für Krankheiten wie Krebs sein könnten, und empfahl Wünschelrutengänger zur Abklärung angeblicher Störfelder.
1972 wurde Carstens in das Presbyterium der evangelischen Kirchengemeinde Meckenheim gewählt. In ihrer Rolle als Gattin des Bundespräsidenten wurde sie ab 1979 Schirmherrin der Deutschen-Multiple-Sklerose-Gesellschaft und der UNICEF-Deutschland, des Müttergenesungswerkes und Vorsitzende der Deutschen Altershilfe. 1982 gründete das Ehepaar Carstens die Karl und Veronica Carstens-Stiftung, die zu den wichtigsten Fürsprechern der Homöopathie in Deutschland zählt. 1983 die Fördergemeinschaft für Erfahrungsheilkunde Natur und Medizin. Seit 1992 war Veronica Carstens verwitwet. 1995 erhielt sie den Preis der Hermann Ehlers Stiftung. Ende 2008 praktizierte sie noch als Ärztin und war telefonisch erreichbar. Nachdem sie sich 2009 aus der Öffentlichkeit zurückgezogen hatte, lebte sie in einem Bonner Sanatorium. Bestattet ist sie neben ihrem Mann auf dem Riensberger Friedhof in Bremen (Grabnummer U 612) (→ Lage).

## Werke
- Naturheilkunde – Möglichkeiten und Grenzen. Bonn 1980.